# Stabilimento Tecnico Triestino
A Stabilimento Tecnico Triestino foi um estaleiro sediado na cidade de Trieste. Ele foi fundado em 1857 depois da fusão de um estaleiro menor com uma fabricante local de motores navais. A Stabilimento Tecnico Triestino acabou se tornando o mais importante estaleiro da Áustria-Hungria, tendo construído a maioria dos grandes navios da Marinha Austro-Húngara e também de sua marinha mercante, incluindo os couraçados das classes Habsburg, Erzherzog Karl, Radetzky e Tegetthoff.
Depois do fim da Primeira Guerra Mundial, a região de Trieste foi passada para a Itália e o estaleiro ficou sob administração italiana. Ele construiu diversos navios nesse período, como o cruzador pesado Trieste e o navio de passageiros transatlântico SS Conte Grande. A Stabilimento Tecnico Triestino acabou se fundindo com o estaleiro Cantiere Navale Triestino em 1929 a fim de formar o Cantieri Riuniti dell'Adriatico, com suas antigas instalações passando a se chamar CRDA Trieste.

## História

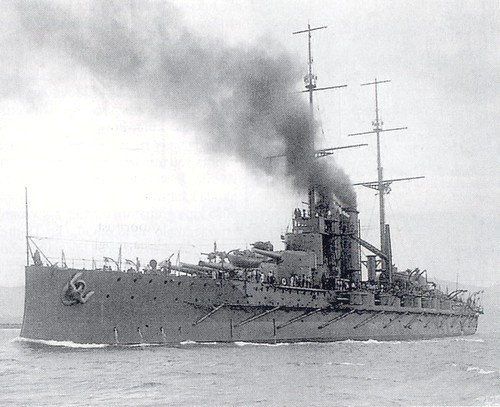
, um dreadnought; couraçado construído pela STT para a Marinha Austro-Húngaro em 1911

### Propriedade austro-húngara
O Stabilimento Tecnico Triestino teve suas origens em um estaleiro privado fundado por Giuseppe Tonello em San Marco, na costa oeste de Trieste, em 1838. Em 1857, o estaleiro foi fundido com um fabricante local de motores marítimos para se tornar STT. Um segundo estaleiro também foi adquirido, em San Rocco, perto da cidade de Muggia, ao sul de Trieste.
STT foi o maior e mais importante construtor de navios do Império Austríaco e seu estado sucessor, a Áustria-Hungria. A empresa construiu a maior parte da Marinha Austro-Húngara de navios de capital, bem como muitos navios mercantes. Na década de 1860 e 1870, STT construiu cinco dos sete da Marinha Austro-Húngaro navios de bateria central (um precursor do navio de guerra), bem como uma série de couraçados, cruzadores, fragatas e corvetas. Entre 1884 e 1914, a empresa construiu 13 dos 16 navios de guerra da Marinha Austro-Húngara, incluindo todos os três navios de guerra da Classe Habsburg, todos os três da Classe Radetzky e três das quatro embarcação da Classe Tegetthoff. Também construiu os três navios de guerra de defesa costeira da classe Monarca.
Em 1909, Rudolf Montecuccoli, chefe da Marinha Austro-Húngara, pressionou a STT (junto com Škoda) para começar a trabalhar em dois encouraçados, SMS Viribus Unitis e SMS Tegetthoff, embora a aprovação do orçamento para eles tenha sido retida no Reichstag austro-húngaro - preocupados com a Itália e a França embarcando em seus próprios projetos de couraçados. Montecuccoli foi compelido a recorrer a uma intrincada rede de propaganda e engano para camuflar o fato de que os novos navios não tinham a aprovação do Reichstag. Ele afirmou que a indústria estava financiando a construção de dois encouraçados por especulação; isso era completamente falso, e tanto STT quanto Skoda ficaram extremamente nervosos com o subterfúgio. No caso, os dois navios não poderiam ser abandonados até que Montecuccoli recebesse um caro crédito de 32 milhões de coroas em 1910 sob sua própria responsabilidade. A aprovação parlamentar só foi concedida em março de 1911, quando os dreadnoughts já estavam em construção. A STT também conseguiu o contrato para o Prinz Eugen.
Em 1914, o estaleiro San Rocco tinha cinco rampas de 350 a 500 pés (três das quais serviam para construir navios de guerra), bem como uma doca seca de 350 pés e uma doca flutuante de 400 pés. A empresa possuía fábrica própria em Muggia para a fabricante de motores e caldeiras, e licença do Reino Unido para a produção de turbinas a vapor Parsons. Nos anos anteriores à Primeira Guerra Mundial, a força de trabalho da empresa foi gradualmente ampliada de 2 700 para aproximadamente 3 200. 
Após a entrada da Itália na Primeira Guerra Mundial contra as Potências Centrais, STT foi despojado de seu nome italiano e recebeu o nome patriótico alemão Austriawerft. A Austriawerft foi contratada para construir dois novos encouraçados durante a guerra, mas estes foram cancelados em 1915, provavelmente devido à perda de trabalhadores qualificados da empresa, a maioria dos quais eram italianos. Dois submarinos contratados com a empresa posteriormente na guerra também tiveram que ser cancelados por falta de técnicos de submarinos experientes.

### Propriedade italiana
Após a dissolução do Império Austro-Húngaro no final da Primeira Guerra Mundial, a região de Trieste foi cedida à Itália e a Austriawerft tornou-se uma empresa italiana, com o que seu nome original, Stabilimento Tecnico Triestino, foi restaurado. Durante a década de 1920, a STT construiu o cruzador pesado Trieste para a marinha italiana e o luxuoso transatlântico SS Conte Grande.
Em 1929, a STT se fundiu com outra empresa italiana, Cantieri Navale Triestino, com sede em Monfalcone, para formar Cantieri Riuniti dell 'Adriatico, e o componente STT foi denominado CRDA Trieste. A CRDA Trieste construiu vários cruzadores leves e pesados para o Marinha Real Italiana entre as guerras, bem como cerca de 27 submarinos. O transatlântico SS  Conte di Savoia também foi construído lá em 1932.
Durante a Segunda Guerra Mundial, a CRDA Trieste construiu dois navios de guerra para a Marinha Real, Vittorio Veneto e Roma. A CRDA Trieste sobreviveu ao abalo pós-guerra na indústria de construção naval e passou a construir vários outros navios comerciais nas décadas de 1950 e 1960, bem como alguns navios de guerra. Em 1984, a CRDA foi vendida ao Grupo Fincantieri, e seus estaleiros de Trieste não eram mais considerados importantes instalações de construção ou reparo de navios. No entanto, a partir de 2000, os estaleiros ainda mantinham três docas secas capazes de servir navios de até 25 000, 35 000 e 170 000 toneladas, respectivamente.